# اسپرس بارهنگی
اسپرس بارهنگی (نام علمی: Onobrychis plantago) نام یک گونه از سرده اسپرس است.